# Martyna Kubka
Martyna Kubka (Zielona Góra, 19 aprile 2001) è una tennista polacca.

## Biografia
Martyna Kubka ha vinto 3 titoli in singolare e 24 titoli in doppio nel circuito ITF in carriera. Il 22 luglio 2024 ha raggiunto il miglior piazzamento mondiale nel singolare, al numero 305, e il best ranking mondiale nel doppio l'ha ottenuto il 29 luglio 2024 al numero 136.
Martyna ha fatto il suo debutto nel circuito maggiore al BNP Paribas Poland Open 2021 nel doppio. Nel singolare, fa la sua prima apparizione al BNP Paribas Poland Open 2022 grazie ad una wildcard.
Kubka fa parte della squadra polacca della Billie Jean King Cup disputando il primo incontro nel novembre 2023 nel doppio durante le finali.
Il 26 luglio 2024, Martyna vince il primo titolo WTA 125 della carriera in doppio al Polish Open, dove in coppia con la connazionale Weronika Falkowska hanno la meglio sulla svizzera Céline Naef e la serba Nina Stojanović con il punteggio di 6-4, 7-6(5).
Il 1º agosto 2025, Kubka raggiunge la seconda finale WTA 125 della carriera sempre al T-Mobile Polish Open, questa volta facendo coppia con l'olandese Isabelle Haverlag, ma vengono sconfitte dalla sua compagna della passata edizione Falkowska e la ceca Dominika Šalková con il punteggio di 2-6, 1-6.

## Circuito WTA 125

### Doppio

#### Vittorie (1)
| N. | Data           | Torneo                | Superficie | Compagna           | Avversarie in finale        | Punteggio   |
| 1. | 26 luglio 2024 | Polish Open, Varsavia | Cemento    | Weronika Falkowska | Céline Naef Nina Stojanović | 6-4, 7-6(5) |

#### Sconfitte (1)
| N. | Data           | Torneo                | Superficie | Compagna          | Avversarie in finale                | Punteggio |
| 1. | 1º agosto 2025 | Polish Open, Varsavia | Cemento    | Isabelle Haverlag | Weronika Falkowska Dominika Šalková | 2-6, 1-6  |

## Statistiche ITF

### Singolare

#### Vittorie (3)
| Torneo $100.000 (0) |
| Torneo $80.000 (0)  |
| Torneo $60.000 (0)  |
| Torneo $40.000 (0)  |
| Torneo $25.000 (0)  |
| Torneo $15.000 (3)  |

| N. | Data            | Torneo                                         | Superficie  | Avversaria in finale | Punteggio   |
| 1. | 1º ottobre 2023 | Sharm ElSheikh Women's Future, Sharm el-Sheikh | Cemento     | Katarína Kužmová     | 6-3, 6-0    |
| 2. | 2 marzo 2025    | Leimen Women's, Leimen                         | Cemento (i) | Anastasia Kulikova   | 6-4, 7-6(4) |
| 3. | 1º giugno 2025  | ITF Women's Kayseri, Kayseri                   | Cemento     | Valentina Mediorreal | 7-5, 6-2    |

#### Sconfitte (4)
| Torneo $100.000 (0) |
| Torneo $80.000 (0)  |
| Torneo $60.000 (0)  |
| Torneo $40.000 (1)  |
| Torneo $25.000 (2)  |
| Torneo $15.000 (1)  |

| N. | Data              | Torneo                                                 | Superficie  | Avversaria in finale | Punteggio     |
| 1. | 20 settembre 2020 | Santarem Ladies Open, Santarém                         | Cemento     | Beatriz Haddad Maia  | 0-6, 0-6      |
| 2. | 29 ottobre 2023   | Republican Girls, Istanbul                             | Cemento (i) | Anastasia Kulikova   | 4-6, 6-3, 1-6 |
| 3. | 2 dicembre 2023   | ITF Women Val Gardena Südtirol Raiffeisen, Val Gardena | Cemento (i) | Julie Štruplová      | 2-6, 2-6      |
| 4. | 9 giugno 2024     | La Marsa Women's Tennis Tour, La Marsa                 | Cemento     | Gao Xinyu            | 7–5, 3–6, 3–6 |

### Doppio

#### Vittorie (24)
| Torneo $100.000 (0) |
| Torneo $80.000 (0)  |
| Torneo $60.000 (1)  |
| Torneo $40.000 (5)  |
| Torneo $25.000 (13) |
| Torneo $15.000 (5)  |

| N.  | Data              | Torneo                                                          | Superficie  | Compagna           | Avversarie in finale                   | Punteggio           |
| 1.  | 28 settembre 2019 | GD Tennis Cup Series, Adalia                                    | Cemento     | Weronika Falkowska | Rina Saigo Yukina Saigo                | 5–7, 6–4, [10–8]    |
| 2.  | 26 ottobre 2019   | Soho Square Egypt, Sharm el-Sheikh                              | Cemento     | Weronika Falkowska | Elena-Teodora Cadar Jelena Stojanovic  | 7-5, 6-1            |
| 3.  | 17 ottobre 2020   | Sharm ElSheikh Women's Future, Sharm el-Sheikh                  | Cemento     | Viktorija Dema     | Emily Arbuthnott Freya Christie        | 6-4, 6-3            |
| 4.  | 29 maggio 2021    | Shymkent Open, Şımkent                                          | Terra rossa | Jibek Kulambaeva   | Ekaterina Rejngol'd Ekaterina Šalimova | 7–6(3), 5–7, [10–8] |
| 5.  | 5 giugno 2021     | Shymkent Open, Şımkent                                          | Terra rossa | Jibek Kulambaeva   | Ekaterina Rejngol'd Ekaterina Šalimova | 6-4, 6-4            |
| 6.  | 3 luglio 2021     | Wroclaw World Cup, Breslavia                                    | Terra rossa | Anna Hertel        | Nuria Brancaccio İpek Öz               | 7-6(2), 3-6, [10-7] |
| 7.  | 4 settembre 2021  | Ladies Open Vienna, Vienna                                      | Terra rossa | Carolina Alves     | Ėrika Andreeva Ekaterina Kazionova     | 6(1)–7, 6–4, [10–7] |
| 8.  | 24 ottobre 2021   | Karaganda Open, Karaganda                                       | Cemento (i) | Jibek Kulambaeva   | Tamara Čurović Elena Malõgina          | 7-5, 6-4            |
| 9.  | 25 giugno 2022    | Ystad Women's, Ystad                                            | Terra rossa | Caijsa Hennemann   | Ashley Lahey Lisa Zaar                 | 4-6, 7-5, [10-7]    |
| 10. | 20 maggio 2023    | Kuršumlijska Banja Women's, Kuršumlijska Banja                  | Terra rossa | Jibek Kulambaeva   | Aleksandra Azarko Viktorija Borodulina | 6-3, 6-3            |
| 11. | 2 settembre 2023  | Kuchyně Gorenje Prague Open, Praga                              | Terra rossa | Jibek Kulambaeva   | Angelica Moratelli Camilla Rosatello   | 7-6(3), 6-4         |
| 12. | 6 ottobre 2023    | Internationaux de Reims-Champagne, Reims                        | Cemento (i) | Lisa Zaar          | Julija Avdeeva Anna Čekanskaja         | 6-3, 6-2            |
| 13. | 20 ottobre 2023   | Open Féminin 50, Cherbourg-en-Cotentin                          | Cemento (i) | Jibek Kulambaeva   | Yasmine Mansouri Lara Salden           | 6-0, 6-3            |
| 14. | 1º dicembre 2023  | ITF Women Val Gardena Südtirol Raiffeisen, Selva di Val Gardena | Cemento (i) | Jasmijn Gimbrère   | Bojana Marinković Marie Weckerle       | 6-1, 6-4            |
| 15. | 9 marzo 2024      | Archigen Cup, Solarino                                          | Sintetico   | Tsao Chia-yi       | Katarina Kozarov Veronika Mirošničenko | 6-4, 6-2            |
| 16. | 16 marzo 2024     | Terranova Cup, Solarino                                         | Sintetico   | Weronika Falkowska | Feng Shuo Stéphanie Visscher           | 5-7, 6-1, [11-9]    |
| 17. | 6 aprile 2024     | ForteVillage ITF Trophy, Pula                                   | Terra rossa | Sapfo Sakellaridi  | Anastasia Abbagnato Eva Vedder         | 3-6, 6-3, [10-6]    |
| 18. | 27 aprile 2024    | ForteVillage ITF Trophy, Pula                                   | Terra rossa | Eva Vedder         | Eleni Christofi Sapfo Sakellaridi      | 7-5, 6-3            |
| 19. | 28 giugno 2024    | Open Generali Ciudad de Palma del Río, Palma del Río            | Cemento     | Lara Salden        | Rutuja Bhosale Sophie Chang            | 6-2, 6-1            |
| 20. | 13 luglio 2024    | Seixal Ladies Open, Corroios                                    | Cemento     | Anna Rogers        | Matilde Jorge Elena Micic              | 6-1, 6-4            |
| 21. | 16 agosto 2024    | Ciudad de Ourense, Ourense                                      | Cemento     | Lara Salden        | Matilde Jorge Anna Rogers              | 3-6, 6-3, [10-8]    |
| 22. | 29 novembre 2024  | ITF Women Val Gardena Südtirol Raiffeisen, Selva di Val Gardena | Cemento (i) | Lisa Zaar          | Carolina Kuhl Mia Ristić               | 6-3, 6-0            |
| 23. | 14 dicembre 2024  | Sharm ElSheikh Women's Future, Sharm el-Sheikh                  | Cemento     | Katarína Kužmová   | Varvara Panšina Dar'ja Zelinskaja      | 6-2, 7-6(2)         |
| 24. | 5 aprile 2025     | Engie Open Nantes Atlantique, Nantes                            | Cemento (i) | Lisa Zaar          | Sofia Costoulas Talia Gibson           | 6-3, 6-2            |

#### Sconfitte (14)
| Torneo $100.000 (0) |
| Torneo $80.000 (0)  |
| Torneo $60.000 (3)  |
| Torneo $40.000 (0)  |
| Torneo $25.000 (8)  |
| Torneo $15.000 (3)  |

| N.  | Data              | Torneo                                          | Superficie  | Compagna                   | Avversarie in finale                  | Punteggio           |
| 1.  | 11 agosto 2018    | Warsaw Sports Group Open, Varsavia              | Terra rossa | Stefania Rogozińska Dzik   | Maja Chwalińska Daria Kuczer          | 6-3, 6(5)-7, [1-10] |
| 2.  | 10 agosto 2019    | Warsaw Sports Group Open, Varsavia              | Terra rossa | Weronika Falkowska         | Maja Chwalińska Ulrikke Eikeri        | 4-6, 1-6            |
| 3.  | 25 gennaio 2020   | Liepaja Open, Liepāja                           | Cemento (i) | Weronika Falkowska         | Katyarina Paulenka Ekaterina Šalimova | 6-4, 3-6, [10-12]   |
| 4.  | 20 settembre 2020 | Santarem Ladies Open, Santarém                  | Cemento     | Valerija Strachova         | Francisca Jorge Olga Parres Azcoitia  | 2-6, 3-6            |
| 5.  | 21 novembre 2020  | PAF Open, Haabneeme                             | Cemento (i) | Emily Appleton             | Justina Mikulskytė Lexie Stevens      | 2-6, 1-6            |
| 6.  | 18 giugno 2022    | Carinthian Ladies Lakes Trophy, Pörtschach      | Terra rossa | Caijsa Hennemann           | Michaela Bayerlová Tina Cvetkovič     | 3-6, 3-6            |
| 7.  | 1º ottobre 2022   | H-E-B Women's Pro Tennis Open, Austin           | Cemento     | Ashley Lahey               | Elysia Bolton Jamie Loeb              | 3-6, 3-6            |
| 8.  | 28 ottobre 2022   | GB Pro-Series Loughborough, Loughborough        | Cemento (i) | Elena Malõgina             | Joanna Garland Gabriela Knutson       | 3-6, 3-6            |
| 9.  | 13 maggio 2023    | Bastad Women's, Båstad                          | Terra rossa | Jibek Kulambaeva           | Jenny Dürst Fanny Östlund             | 4-6, 7–6(3), [7-10] |
| 10. | 2 marzo 2024      | Helsinki Open, Helsinki                         | Cemento (i) | Valentini Grammatikopoulou | Laura Hietaranta Linda Klimovičová    | 3-6, 1-6            |
| 11. | 27 ottobre 2024   | Internationaux Féminins de la Vienne, Poitiers  | Cemento (i) | Conny Perrin               | Anna-Lena Friedsam Céline Naef        | 4-6, 1-6            |
| 12. | 8 febbraio 2025   | Leszno Open, Leszno                             | Cemento (i) | Weronika Falkowska         | Ivana Šebestová Cody Wong             | 4-6, 6-1, [4-10]    |
| 13. | 21 febbraio 2025  | Lexus British Pro Series Manchester, Manchester | Cemento (i) | Weronika Falkowska         | Ariana Arseneault Anna Rogers         | 7-6(5), 1–6, [8-10] |
| 14. | 8 marzo 2025      | Adeona Helsinki Open, Helsinki                  | Cemento (i) | Ayla Aksu                  | Laura Hietaranta Ella McDonald        | 3-6, 4-6            |